# Nuevo Jalpilla
Nuevo Jalpilla är en ort i Mexiko.   Den ligger i kommunen Tampacán och delstaten San Luis Potosí, i den sydöstra delen av landet, 230 km norr om huvudstaden Mexico City. Nuevo Jalpilla ligger 107 meter över havet och antalet invånare är 272.
Terrängen runt Nuevo Jalpilla är platt åt nordväst, men åt sydost är den kuperad. Runt Nuevo Jalpilla är det ganska glesbefolkat, med 50 invånare per kvadratkilometer. Närmaste större samhälle är Tampacan, 6,9 km söder om Nuevo Jalpilla. Omgivningarna runt Nuevo Jalpilla är en mosaik av jordbruksmark och naturlig växtlighet.